# Anna Elizabeth Klumpke
Anna Elizabeth Klumpke (ur. 28 października 1856 w San Francisco, zm. 9 lutego 1942 tamże) – amerykańska malarka związana przez większość kariery z Francją, biografka Rosy Bonheur, siostra astronomki Dorothei Klumpke i lekarki Augusty Klumpke.

## Życiorys
Urodziła się 28 października w 1856 w San Francisco jako córka Dorothei Tolle i niemieckiego emigranta, magnata nieruchomości Johna Gerarda Klumpke (1825–1917). Miała sześcioro rodzeństwa, cztery siostry i braci-bliźniaków, z których jeden zmarł w dzieciństwie; trzy z jej sióstr też miały znaczące osiągnięcia: Augusta jako lekarz, Dorothea jako astronom, a Julia jako muzyk. W wyniku wypadku w dzieciństwie kulała. Jej rodzice rozwiedli się, gdy Anna była nastolatką i od tego czasu wychowywała się z matką, kolejno w Anglii, Niemczech i Szwajcarii.
W 1877 r. przeniosła się z rodziną do Paryża, gdzie zaczęła edukację malarską od sporządzania kopii dzieł z Luwru. W 1880 r. prywatna szkoła malarska Académie Julian umożliwiła naukę kobietom i Klumpke zaczęła uczęszczać na zajęcia, studiując pod kierunkiem Tony’ego Roberta-Fleury’ego i Julesa Lefebvre’a. Gdy jeden z jej obrazów wystawiono w 1882 r. na Salonie Paryskim, założyła własną pracownię i zaczęła samodzielną pracę, choć nadal jeszcze uczęszczała na niektóre zajęcia w akademii do 1884 r.
Wielokrotnie nagradzana za portrety i pejzaże, począwszy od Salonu Paryskiego, na którym w 1885 r. otrzymała wyróżnienie. W 1888 r. wygrała konkurs zorganizowany przez Académie Julian. W tym okresie dużo podróżowała po Francji i Włoszech, malując liczne portrety. Za obraz W łaźni otrzymała Temple Gold Medal przyznawany przez Pennsylvania Academy of the Fine Arts za najlepszy figuratywny obraz na dorocznej wystawie; była pierwszą kobietą, którą wyróżniono tą nagrodą.

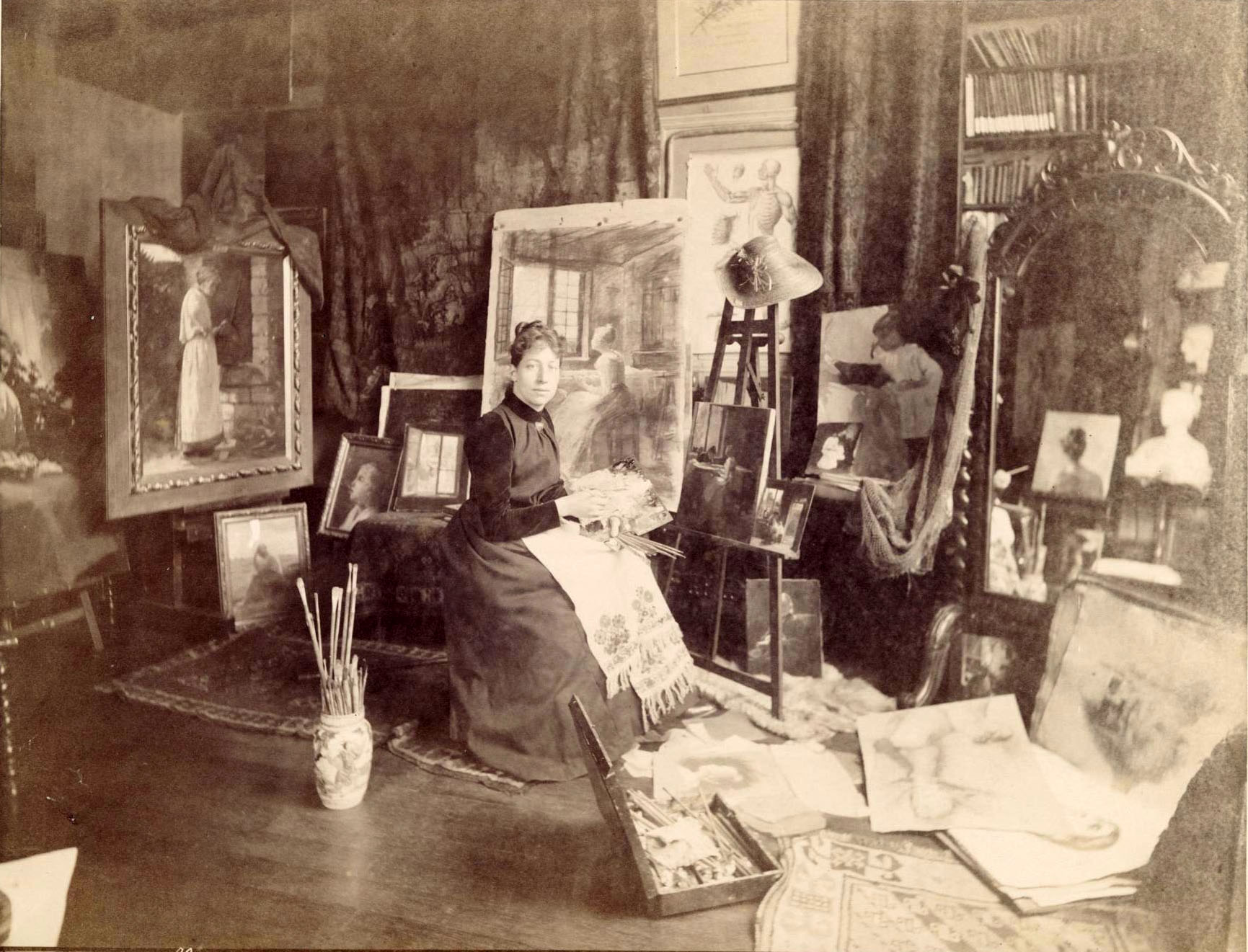
Anna Elisabeth Klumpke w swojej pracowni ok. 1885-1890

W 1889 r. wróciła do USA i osiadła w Bostonie, gdzie pracowała kolejne dziewięć lat, m.in. ucząc malarstwa. W tym okresie miała też dwie (1892, 1896) duże wystawy. W 1895 r. odwiedziła Paryż i wróciła tam ponownie w 1898 r. Od tego czasu nawiązała ścisłą znajomość z Rosą Bonheur, którą sportretowała, i jako jej towarzyszka zamieszkała w jej domu, Château de By, koło Fountainbleau. Jej twórczość ewoluowała od akademizmu do maniery wyraźnie impresjonistycznej. Najsłynniejsze jej prace to portrety Rosy Bonheur i Elizabeth Cady Stanton.
Po śmierci Bonheur odziedziczyła jej dom i pracownię; pracowała nad upamiętnieniem Bonheur, wydając jej biografię (1908), urządzając jej retrospektywne wystawy i organizując w Château de By szkołę plastyczną jej imienia. 
W 1912 r. wyjechała ponownie do USA i wróciła do Francji krótko przed wybuchem I wojny światowej. W jej czasie w Château de By funkcjonowało sanatorium dla żołnierzy, za co Klumpke została odznaczona przez francuskie władze Legią Honorową.
W 1932 r. za namową siostry astronomki Dorothei Klumpke –  pojechała do USA obejrzeć zaćmienie Słońca. W tym samym roku miała retrospektywną wystawę w Bostonie. Ostatnie dziesięć lat spędziła w San Francisco, pracując nad swoją autobiografią, którą wydała w 1940 r.
Zmarła w 1942 w San Francisco.